# Hemera
Hemera (em grego:   Ἡμέρα, "Dia") ou Amara (Αμαρα, "Dia"), no mito grego, era filha de Nix (a noite) com Érebo (as trevas), um entidade primordial e a personificação da luz do dia e do ciclo da manhã. Segundo o poeta romano Higino, teve um romance com seu irmão Éter e com ele teve três filhos, Gaia (a Terra), Urano (latim: Coelus, o céu), e Tálassa (o mar). Nasceu junto de Éter e das Hespérides. O equivalente de Hemera no mito romano era Dies.
A lista de Higino atribui-lhe como filhos de sua união com Dies (Hemera), Terra (Gaia), Coelum (Urano) e Mare (Tálassa), e depois com Terra, de Dolor (dor), Dolus, (engano), Ira (fúria), Luctus (luto), Mendacium (mentiras), Jusiurandum (juramento), Ultio (punição), Intemperantia (intemperança), Altercatio (altercação), Oblivio (esquecimento), Socordia (preguiça), Timor (medo), Superbia (soberba), Incestum (incesto), e Pugna (contenda)[3]. Cícero lhe atribui paternidade sobre Urano. Também era considerado por Aristófanes como pai das Néfeles, ninfas das nuvens.
Algumas tradições colocam Éter e Hemera como pais apenas de Úrano e de Gaia, consequentemente como os "avós" de quase todos os deuses gregos. Segundo a mitologia, momentos antes de Hemera conceber Úrano e Gaia, ouviam-se grandes estrondos por todo Universo, como se o céu estivesse sendo influenciado pela deusa (é citado que isso se deve ao fato de Hemera ter uma forte ligação com Éter). Após a titanomaquia, Hemera passou a compor o séquito de Hélio, deus do sol, ao lado das Hespérides. Era também guardiã dos umbrais e dos portais entre o mundo da luz e o mundo das trevas.
Segundo Hesíodo, Hemera mora com a mãe, Nix, além do Oceano, no extremo ocidente. Lá, um grande muro separa as portas do inferno do mundo visível. Atrás do muro, ergue-se imponente um grande palácio onde ambas residem, mas nunca são vistas juntas. Quando Hemera sai, a mãe espera até a hora da filha voltar para, por sua vez, saudá-la e sair para lançar o manto da noite sobre o mundo. Quando Nix retorna ao palácio, saúda a filha e a dá permissão para sair com Hélio e as Hespérides a iluminar a terra até o fim da tarde, e o ciclo recomeça. Como diz Hesíodo, "nunca o palácio se fecha com ambas".
Hemera tem uma grande beleza, não tão grande quanto a de Afrodite, mas o suficiente para ser considerada também uma deusa da persuasão e da mentira, que através da  astúcia pode manipular com certa facilidade tanto mortais quanto os demais deuses. Também sempre foi associada ao deus Apolo e poderiam até ter uma relação como "irmãos de coração", pois Apolo é considerado uma deidade solar matutina.
No livro A Casa de Hades, da saga Heróis do Olimpo, escrita por Rick Riordan, Hemera é mencionada como filha por Nix.

## Árvore Genealógica
|  |  |  |  |       |       |       |       | Nix              | Nix              | Nix              | Nix              | Nix              | Nix              |      |      | Érebo  | Érebo  | Érebo  | Érebo  | Érebo   | Érebo   |         |         |         |         |  |  |  |  |  |  |  |  |  |  |  |  |
|  |  |  |  |       |       |       |       | Nix              | Nix              | Nix              | Nix              | Nix              | Nix              |      |      | Érebo  | Érebo  | Érebo  | Érebo  | Érebo   | Érebo   |         |         |         |         |  |  |  |  |  |  |  |  |  |  |  |  |
|  |  |  |  |       |       |       |       |                  |                  |                  |                  |                  |                  |      |      |        |        |        |        |         |         |         |         |         |         |  |  |  |  |  |  |  |  |  |  |  |  |
|  |  |  |  |       |       |       |       |                  |                  |                  |                  |                  |                  |      |      |        |        |        |        |         |         |         |         |         |         |  |  |  |  |  |  |  |  |  |  |  |  |
|  |  |  |  |       |       |       |       |                  |                  |                  |                  |                  |                  |      |      |        |        |        |        |         |         |         |         |         |         |  |  |  |  |  |  |  |  |  |  |  |  |
|  |  |  |  |       |       |       |       | Éter (mitologia) | Éter (mitologia) | Éter (mitologia) | Éter (mitologia) | Éter (mitologia) | Éter (mitologia) |      |      | Hemera | Hemera | Hemera | Hemera | Hemera  | Hemera  |         |         |         |         |  |  |  |  |  |  |  |  |  |  |  |  |
|  |  |  |  |       |       |       |       | Éter (mitologia) | Éter (mitologia) | Éter (mitologia) | Éter (mitologia) | Éter (mitologia) | Éter (mitologia) |      |      | Hemera | Hemera | Hemera | Hemera | Hemera  | Hemera  |         |         |         |         |  |  |  |  |  |  |  |  |  |  |  |  |
|  |  |  |  |       |       |       |       |                  |                  |                  |                  |                  |                  |      |      |        |        |        |        |         |         |         |         |         |         |  |  |  |  |  |  |  |  |  |  |  |  |
|  |  |  |  |       |       |       |       |                  |                  |                  |                  |                  |                  |      |      |        |        |        |        |         |         |         |         |         |         |  |  |  |  |  |  |  |  |  |  |  |  |
|  |  |  |  |       |       |       |       |                  |                  |                  |                  |                  |                  |      |      |        |        |        |        |         |         |         |         |         |         |  |  |  |  |  |  |  |  |  |  |  |  |
|  |  |  |  | Urano | Urano | Urano | Urano | Urano            | Urano            |                  |                  | Gaia             | Gaia             | Gaia | Gaia | Gaia   | Gaia   |        |        | Tálassa | Tálassa | Tálassa | Tálassa | Tálassa | Tálassa |  |  |  |  |  |  |  |  |  |  |  |  |